# Drew Fuller
Drew Fuller (született: Andrew Alan Fuller) (Atherton, Kalifornia, 1980. május 19. –) amerikai színész, modell. Színészi karrierjében az áttörést a Bűbájos boszorkák című sorozat hozta meg. Chris Perry Halliwell-t alakította, Piper Halliwell és Leo Wyatt fiát. Az 5. évad utolsó előtti részében tűnt fel. A 6. évad cselekményeinek fő alakítójává vált. Később még néhányszor feltűnt a sorozatban.

## Életrajz

### Élete
Fuller Athertonban, Kaliforniában született és Newport Beach-en nőtt fel, van egy húga, Hilary. Orosz és skót származású. Tizenkét éves korában fedezte fel egy ügynök.

### Karrier
Úgy döntött, hogy vár néhány évet, mielőtt tizenhat évesen belépett a modellkedés világába és hamarosan szupermodell lett belőle, olyan divatcégeknek dolgozott, mint a Prada, a Club Med és a Tommy Hilfiger. Sok reklámban szerepelt többek között J. Crew, Subway, Toyota és Pepsi. A The Calling, Wherever You Will Go című dalához készület videóklipben, amelyben egy lány új barátját alakította, mert a régi barátja megcsalta őt. Fuller a Bűbájos boszorkák című sorozatnak köszönheti ismertségét, amelyben Chris Halliwellt alakította az 5-8. évadban. A sorozatban ő Piper (Holly Marie Combs) és Leo (Brian Krause) második fia, aki időutazást tesz azért hogy megmentse bátyját, Wyattet (Wes Ramsey). Fuller legújabb szerepe a 2007. március 9-én megjelent drámában az The Ultimate Giftben. Szerepelt az ABC csatorna családi televíziós mozijában a The Circuitben. Jelenleg egy független filmet forgat, a The Kane Files-t. Szerepelt a Loaded című filmben.
Fuller cameo szerepet játszott Enrique Iglesias Tired of Being Sorry című dalához készült videóklipben.

## Filmográfia
| Év   | Cím                | Eredeti cím                          | Szerep                                     |
| ---- | ------------------ | ------------------------------------ | ------------------------------------------ |
| 2000 |                    | Voodoo Academy                       | Paul St. Clair (Direct-to-Video)           |
| 2001 |                    | One                                  | Cole (Short Film)                          |
| 2001 |                    | Backflash 2: Angels Don't Sleep Here | Teenage Jesse                              |
| 2002 | Vámpírok klánja    | Vampire Clan                         | Rod Ferrell                                |
| 2003 |                    | Close Call                           | Sam                                        |
| 2005 |                    | Final Contract: Death on Delivery    | David Glover                               |
| 2006 | A legszebb ajándék | The Ultimate Gift                    | Jason Stevens                              |
| 2007 |                    | Numbered With The Dead               | Tommy 'Two Toes' Garelli (Direct-to-Video) |
| 2007 | Szédítően szőke    | Blonde Ambition                      | Billy                                      |
| 2008 |                    | Loaded                               | Brendan                                    |
| 2008 |                    | The Circuit                          | Kid Walker (TV Film)                       |
| 2010 |                    | The Kane Files: Life of Trial        | Scott Kane                                 |
| 2014 |                    | Fiatal Instinct                      | Danny Gates                                |
| 2014 |                    | Perfect on Paper                     | Coop                                       |
| 2015 |                    | Bachelors                            | Sean                                       |
| 2015 |                    | Love Find You in Charm               | Andy                                       |
| 2016 |                    | 911 Nightmare                        |                                            |
| 2017 |                    | Beyond Brotherhood                   | Chris Vianni                               |

### Televíziós szerepek
| Év          | Cím               | Eredeti cím       | Szerep                  |
| ----------- | ----------------- | ----------------- | ----------------------- |
| 1999        |                   | Partners          | Tom                     |
| 2002        |                   | Home of the Brave | Justin Briggs (TV Film) |
| 2003        |                   | Black Sash        | Nick Reed               |
| 2003        |                   | The O.C.          | Norland                 |
| 2003 - 2006 | Bűbájos boszorkák | Charmed           | Chris Halliwell         |
| 2006        | Huff              | Huff              | Josh                    |
| 2007 - 2012 | Katonafeleségek   | Army Wives        | Trevor LeBlanc          |

### Zenei videók
- The Calling – "Wherever You Will Go" (2001)
- Jennifer Love Hewitt – "BareNaked" (2002)
- Lindsay Lohan – "Over" (2005)
- Ringside – "Tired of Being Sorry" (2005)